# Plaza Venezuela (métro de Caracas)
Plaza Venezuela est une station du métro de Caracas, la plus importante du réseau en raison de la correspondance entre trois des quatre lignes du réseau, les lignes 1, 3 et 4. Inaugurée le 27 mars 1983 lors du premier prolongement de la ligne 1 à l'est et l'ouverture du tronçon La Hoyada - Chacaíto, elle est agrandie en décembre 1994 lors de l'ouverture la ligne 3 et en juillet 2006 lors de l'ouverture de la ligne 4.